# انغماد

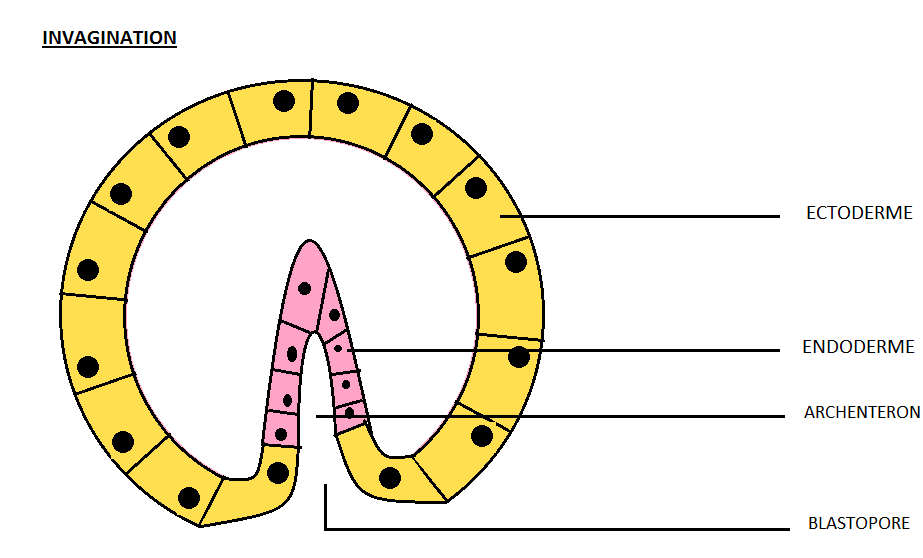
آلية الانغماد

في علم الأحياء النمائي، يعتبر الانغماد أو اغتماد أو غَلّ آليةً تتم أثناء عملية تكون المعيدة. تحدث هذه الآلية أو حركة الخلية غالبا في القطب النباتي. الانغماد عبارة عن طي منطقة من الطبقة الخارجية للخلايا باتجاه الداخل من الأريمة. في كل كائن حي، سيكون التعقيد مختلفًا اعتمادًا على عدد الخلايا. يمكن الإشارة إلى الانغماد كإحدى خطوات إنشاء خطة الجسم.   المصطلح المستخدم في الأصل في علم الأجنة، قد تم اعتماده في تخصصات أخرى أيضًا. ويوجد هناك أكثر من نوع من حركة الانغماد. منهما نوعان شائعان هما المحوري والمتعامد. الفرق بين إنتاج الأنبوب المتكون في الهيكل الخلوي والمصفوفة خارج الخلية. يمكن تشكيل المحور عند نقطة واحدة على طول محور السطح والمتعامد هو عبارة عن شكل خطي وحوض. 

## علم الاحياء
- الانغماد هو عبارة عن عمليات التخلق أو التشكل الحيوي للجنين حتى يأخذ شكلا، وهي الخطوة الأولى ل تكون المعيدة، [5] والتي عبارة عن إعادة تشكيل كبيرة للجنين من شكل كروي غير معقد من الخلايا، و الأريمة، إلى كائن حي متعدد الطبقات، مع التمييز بين الطبقات الجرثومية : الأديم الباطن والأديم المتوسط والأديم الظاهر. تحدث المزيد من الانغمادات الموضعية لاحقًا في التطور الجنيني،
- ينغمد الغشاء الداخلي لل الحبيبات الخيطية لتشكيل أعراف، ومن ثم توفير مساحة أكبر بكثير لاستيعاب مركبات البروتين وغيرها من المركبات التي تقوم بإنتاج أدينوسين ثلاثي الفوسفات (ATP). [6]
- يحدث الانغماد خلال الإلتقام والإخراج الخلوي عندما تتشكل حويصلة داخل الخلية وينغلق الغشاء من حولها.
- انغماد جزء من الأمعاء إلى جزء آخريسمى بالانغلاف. [7]

### السهيمات

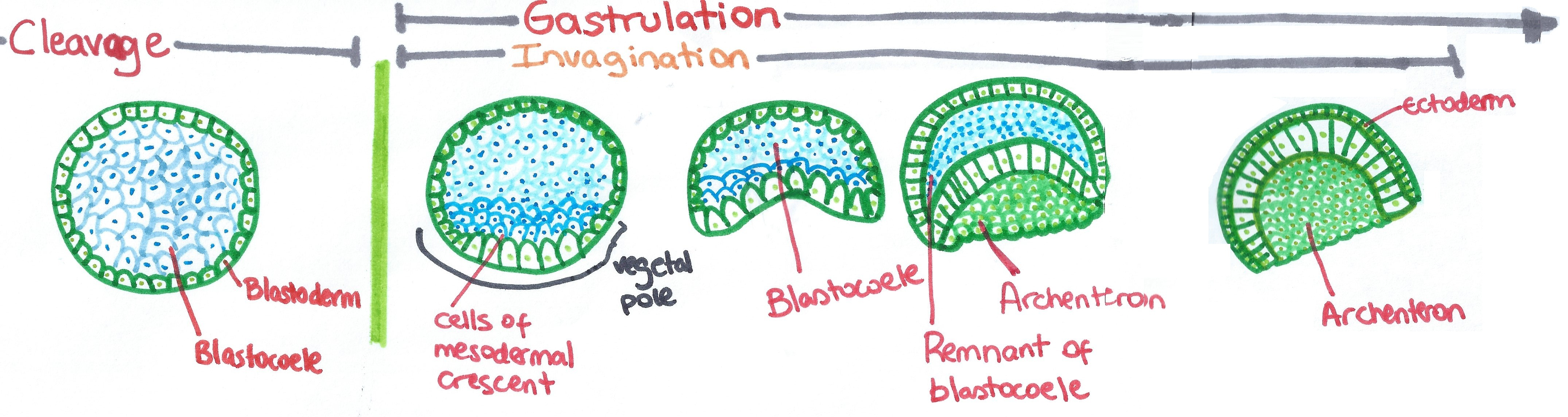
عملية الانغماس في السهيمات

الانغماد في ال سهيمات هي أول حركة في الخلية في تكون المعيدة. وصف كونكلين هذه العملية لأول مرة. أثناء المعدة، ستتحول الأريمة عن طريق الانغماد. سوف ينطوي الأديم الباطن باتجاه الجزء الداخلي وبهذه الطريقة ستختفي الطبقة الأريمية وتتحول إلى هيكل على شكل كوب بجدار مزدوج. سيطلق على الجدار الداخلي اسم المعي البدائي ؛ القناة الهضمية البدائية. سوف يفتح المعي البدائي إلى الخارج من خلال الثقب الأولي. سيصبح الجدار الخارجي هو الأديم الظاهر. بعد ذلك تتشكل البشرة والعرف العصبية. 

### الغلاليات
في الغُلَّاليات، يُعد الانغماد الآلية الأولى التي تحدث أثناء عملية تكون المعيدة. تحفز الخلايا الأربع الكبيرة الأديم الباطن في حدوث عملية الانغماد في الغلاليات. يتكون الانغماد من الحركات الداخلية لصفائح الخلايا ( الأديم الباطن ) بناءً على التغيرات في شكلها. و الأريمة في الغلاليات تتسطح قليلا في القطب النباتي محدثة تغييرا في شكلها من عمودي إلى وتد. بمجرد أن تبدأ خلايا الأديم الباطن بالانغماد، ستستمر الخلايا في التحرك تحت الأديم الظاهر. في وقت لاحق، سيتم تشكيل الثقب الأولي وبهذا تتم عملية. سيحاط الثقب الأولي بالأديم المتوسط من جميع الجوانب. 